# Vladimir Petrović
Vladimir Petrović (ur. 1 lipca 1955 w Belgradzie) – serbski trener piłkarski i piłkarz grający na pozycji pomocnika.

## Kariera klubowa
Karierę piłkarską Petrović rozpoczął w Crvenej Zvezdzie Belgrad. W sezonie 1972/1973 zadebiutował w jego barwach w pierwszej lidze jugosłowiańskiej i od czasu debiutu był podstawowym zawodnikiem zespołu. W debiutanckim sezonie wywalczył ze Crveną Zvezdą swoje pierwsze mistrzostwo Jugosławii. W swojej karierze jeszcze trzykrotnie sięgał po tytuł mistrzowski w latach 1977, 1980 i 1981. W 1979 roku wystąpił w finałowych meczach Pucharu UEFA z Borussią Mönchengladbach (1:1 oraz 0:1). Z kolei w 1982 roku zdobył Puchar Jugosławii. Od 1972 do 1982 roku rozegrał w Crvenej Zvezdzie 257 meczów i zdobył 49 goli.
W grudniu 1982 roku Petrović przeszedł do Arsenalu. W Division One zadebiutował 1 stycznia 1983 roku w wygranym 2:1 domowym spotkaniu ze Swansea City. W Arsenalu spędził pół roku. Rozegrał 13 spotkań i zdobył 2 gole.
Latem 1983 Petrović został piłkarzem Royal Antwerp FC. Piłkarzem drużyny z Antwerpii był przez dwa lata. Następnie przeszedł do klubu francuskiej pierwszej ligi, Stade Brest. Spędził w nim cały sezon 1985/1986. Od lata 1986 do lata 1987 grał w Standardzie Liège. Z kolei w sezonie 1986/1987 występował w AS Nancy i po roku gry w jego barwach zakończył karierę
| Sezon   | Klub             | Kraj       | Rozgrywki    | Mecze | Bramki |
| ------- | ---------------- | ---------- | ------------ | ----- | ------ |
| 1972/73 | FK Crvena zvezda | Jugosławia | I liga       | 27    | 2      |
| 1973/74 | FK Crvena zvezda | Jugosławia | I liga       | 31    | 7      |
| 1974/75 | FK Crvena zvezda | Jugosławia | I liga       | 26    | 5      |
| 1975/76 | FK Crvena zvezda | Jugosławia | I liga       | 12    | 1      |
| 1976/77 | FK Crvena zvezda | Jugosławia | I liga       | 10    | 0      |
| 1977/78 | FK Crvena zvezda | Jugosławia | I liga       | 28    | 9      |
| 1978/79 | FK Crvena zvezda | Jugosławia | I liga       | 27    | 5      |
| 1979/80 | FK Crvena zvezda | Jugosławia | I liga       | 28    | 5      |
| 1980/81 | FK Crvena zvezda | Jugosławia | I liga       | 23    | 6      |
| 1981/82 | FK Crvena zvezda | Jugosławia | I liga       | 29    | 3      |
| 1982/83 | FK Crvena zvezda | Jugosławia | I liga       | 16    | 6      |
| 1982/83 | Arsenal F.C.     | Anglia     | Division One | 13    | 2      |
| 1983/84 | Royal Antwerp FC | Belgia     | Division 1   | 21    | 7      |
| 1984/85 | Royal Antwerp FC | Belgia     | Division 1   | 27    | 3      |
| 1985/86 | Stade Brest      | Francja    | Ligue 1      | 37    | 5      |
| 1986/87 | Standard Liège   | Belgia     | Division 1   | 31    | 5      |
| 1987/88 | AS Nancy         | Francja    | Ligue 1      | 29    | 1      |

## Kariera reprezentacyjna
W reprezentacji Jugosławii Petrović zadebiutował 26 września 1973 roku w zremisowanym 1:1 towarzyskim spotkaniu z Węgrami. W 1974 roku został powołany przez selekcjonera Miljana Miljanicia do kadry na Mistrzostwa Świata w RFN. Na tym turnieju rozegrał dwa spotkania: z Polską (1:2) i ze Szwecją. Z kolei w 1982 roku na Mundialu w Hiszpanii zagrał, jako podstawowy zawodnik, we wszystkich trzech meczach: z Irlandią Północną (0:0), Hiszpanią (1:2) i Hondurasem (1:0), w tym ostatnim strzelił zwycięską bramkę z rzutu karnego. Od 1973 do 1982 roku rozegrał w reprezentacji narodowej 34 mecze i strzelił 5 goli.

## Kariera trenerska
Po zakończeniu kariery piłkarskiej Petrović został trenerem. W 1991 roku jako asystent Ljupko Petrovicia wywalczył z Crveną Zvezdą Belgrad Puchar Mistrzów. W latach 1996–1997 samodzielnie prowadził Crveną Zvezdę i zdobył z nią w 1996 roku Puchar Jugosławii. W 1999 roku był trenerem FK Bor, a w latach 2002–2004 reprezentacji Serbii i Czarnogóry U-21, z którą w 2004 roku wywalczył wicemistrzostwo Europy. Następnie był szkoleniowcem Vojvodiny Nowy Sad i chińskiego Dalianu Shide. We wrześniu 2007 roku został zatrudniony jako selekcjoner reprezentacji Chin, jednak został zwolniony, gdy Chińczycy nie wywalczyli awansu na Mistrzostwa Świata w RPA. W 2009 roku ponownie został trenerem klubu Crvena Zvezda Belgrad. 15 września 2010 został selekcjonerem reprezentacji Serbii. 14 października 2011 został odwołany z funkcji trenera reprezentacji Serbii.